# 三善清之

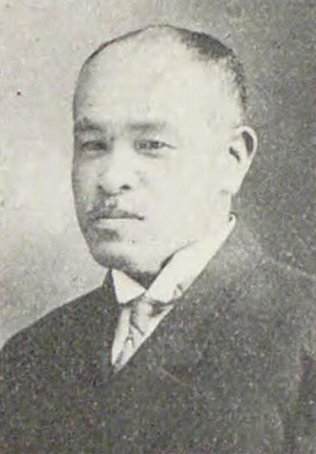
三善清之

三善 清之（みよし きよゆき、安政6年12月15日（1860年1月8日） - 昭和17年（1942年）11月19日）は、日本の衆議院議員（立憲政友会）、土木技術者、陸軍軍人（工兵中尉）。

## 経歴
香川県丸亀市出身。1878年（明治11年）、大阪府師範学校を卒業し、小学校訓導となった。その後、陸軍士官学校（旧5期）に入学し、1884年（明治17年）に卒業。工兵中尉として熊本鎮台工兵大隊副官を務めた。免官後、藤田伝三郎・大倉喜八郎が共同出資する日本土木会社（のち大倉組）社員となり、東京湾砲台建設、紀淡海峡砲台建設、東京湾の浚渫と月島埋め立てなどを手掛けた。1897年（明治30年）、内務省官吏となり、岡山県技師に任じられた。岡山県土木課長として児島湾開墾・宇野港築港を担当した。その後、丸亀市長に選出されたが、辞退して就任しなかった。
1907年（明治40年）、衆議院補欠選挙で当選。第14回衆議院議員総選挙と第15回衆議院議員総選挙でも当選を果たした。
1927年（昭和2年）、議会乱闘事件に関与したとして公務執行妨害、文書毀棄の容疑で起訴されるも、同年12月16日に無罪判決を受けた。